# Philippe Candelon
Pour les articles homonymes, voir Candelon.
Philippe Candelon, né le 23 juin 1963, est un chanteur, comédien, auteur, compositeur, metteur en scène et photographe français.

## Biographie
Philippe Candelon, originaire du Gers, débute en 1985 dans la troupe de Roger Louret "Les Baladins en Agenais" après avoir été pendant deux ans élève de l’école de Marianne Valéry à Monclar d'Agenais et membre du Petit Conservatoire de Mireille de 1988 à 1991.
Très vite il interprète les rôles de jeunes premiers du répertoire classique (L'Avare, Le Barbier de Séville, Le Jeu de l'amour et du hasard…) et participe à la création de nombreuses pièces de Roger Louret (J’ai 20 ans je t’emmerde, Les vacances brouillées, Aliénor d’Aquitaine…), mais ce sont les spectacles musicaux qui vont surtout le révéler au public.
C’est ainsi que La Java des mémoires après sa création au Théâtre de Poche de Monclar en 1991, va connaître un grand succès à Paris au Théâtre de la Renaissance en 1992, la consécration venant avec Les Années Twist aux Folies Bergère en 1995 pour lesquelles la Compagnie obtiendra le Molière du Meilleur Spectacle Musical, suivront ensuite Les Années Zazous et La Fièvre des Années 1980 toujours aux Folies Bergère, il jouera ensuite le rôle du Baron dans La Vie parisienne à Bercy.
Entre-temps Catherine Lara lui propose d’enregistrer le générique du feuilleton Terre indigo avec Barbara Scaff, sa partenaire de scène. La chanson sera le grand succès de l’été 1996, et le duo Scaff-Candelon signe dans la foulée un album dont plusieurs singles seront tirés Pa bo en ba, Cinéma, Train de nuit… Il participe également pendant plusieurs années aux Années Tubes sur TF1.
Après 2000, s’écartant momentanément de la Compagnie Roger Louret, on le retrouve dans Roméo et Juliette au Palais des Congrès de Paris puis Les Demoiselles de Rochefort dans le rôle Simon Dame.
En 2005 il crée avec succès au Théâtre des Variétés Mon Homme, un spectacle Musical conçu à partir de l’œuvre d'Albert Willemetz.
Mais son désir de s’éloigner de l’univers parisien et son goût prononcé pour l’Espagne et pour la marche le poussent à partir sur les chemins de Saint-Jacques-de-Compostelle qui vont l’aiguiller petit à petit vers le monde de la photographie.
Il expose aujourd’hui dans toute la France et même à l’étranger, mêlant désormais le chant à la photographie.
Fort d’une inspiration nouvelle, lui permettant d’écrire ses propres chansons, il sort en janvier 2007 son premier album solo Devant vous, ainsi qu’un disque avec les chansons de son spectacle sur Saint-Jacques : Camino de Santiago dont près de 200 représentations ont été données partout en France et à l'étranger.
En 2008 il retrouve Roger Louret et crée avec lui un spectacle Musical consacré à l’œuvre de Gilbert Bécaud Le Fantôme de l'Olympia qui se jouera pendant 8 mois au Théâtre de Monclar d'Agenais et sera présenté à Bobino en mars 2009.
En 2010 il quitte Paris et s'installe dans son pays natal, le Gers, à partir duquel il va créer une structure lui permettant de créer et de diffuser ses propres spectacles musicaux, notamment La Part des Anges la comédie Musicale dont il est l'auteur, le compositeur et le metteur en scène. Il crée par ailleurs Aimer, Boire et Chanter, un spectacle musical-dégustation à la gloire de la vigne et du vin qu'il interprète avec son ami œnologue-vigneron Grégory Bobbato. En 2012, il crée un nouveau spectacle musical : Mes 4 Saisons. En 2013 il revient au théâtre en mettant en scène et interprétant Molière, Scènes Choisies.

## Discographie
- 1998 : Barbara Scaff et Philippe Candelon : Magic words, Toi et moi, Maggie, Maux de guerre, Le soldat et la poupée, Ankylosée, Train de nuit, Le chemin des loups, Soledad adios, Le lion du désert, Pa bo amba, Terre indigo, Cinéma.
- 2007 : Devant vous : Devant vous, Au sud, Burn, Vers toi, 100 % swing, Les lendemains promis, Et elle, Départ, La femme de ma vie, J'aimerai, Tout est bien.
- 2007 : Camino de Santiago : Seigneur sachez, Mes jeunes années, La montagne, Cucurrucucu, Amor de mis amores, Moi, mes souliers, Ave Maria, Le galérien, L'amour de Moy, Les croix, La quête, Un jour tu verras
- 2011 :" On" et "Tout est bien..."  Single extrait de La Part des Anges

## Comédies musicales et Spectacles Musicaux
- Les Années Twist
- Les Années Zazous
- La Fièvre des Années 1980
- La Vie Parisienne
- Moon'clar Blues
- La Java des mémoires
- Les Demoiselles de Rochefort
- Mon Homme
- Chansons d'Amour
- Le Fantôme de l'Olympia
- Camino de Santiago
- La Part des Anges
- Mes Quatre Saisons
- Aimer, Boire et Chanter
- Sacrée Soirée, Soirée Sacrée
- Noël Enchanté

## Pièces de Théâtre
- J’ai 20 ans, je t’emmerde
- L'Avare
- Aliénor d’Aquitaine
- Le Malade Imaginaire
- Moon’clar Blues
- Le Barbier de Séville
- Le Jeu de l'amour et du hasard
- Embrassons-nous, Folleville !
- Le Chien du jardinier
- Les vacances brouillées
- Qui veut tuer ma communauté de Communes?
- Molière Scènes Choisies

## Expositions et spectacles
- Exposition « Nassara Bye Bye » : photos sur le Burkina Faso avec débat sur la question humanitaire et l'aide au développement en Afrique.
- Exposition et spectacle « Camino de Santiago » : travail autour du pèlerinage à Compostelle.
- Exposition "Chemins de Croix": 50 photos de Croix du monde entier.